# Triraphis terebrans
Triraphis terebrans är en stekelart som beskrevs av Chen och He 1995. Triraphis terebrans ingår i släktet Triraphis och familjen bracksteklar. Inga underarter finns listade i Catalogue of Life.